# 붉은 유혹
붉은 유혹(Traces Of Red)은 미국에서 제작된 앤디 월크 감독의 1992년 범죄, 드라마, 미스터리 영화이다. 제임스 벨루시 등이 주연으로 출연하였고 데이비드 V. 피커 등이 제작에 참여하였다.

## 출연

### 주연
- 제임스 벨루시
- 로레인 브라코
- 토니 골드윈

### 조연
- 윌리암 러스
- 페이 그란트
- 미첼 조이너
- 조 리시

## 제작진
- 미술: 다이애너 프리스
- 미술: 댄 비숍
- 의상: 힐러리 로젠펠드

## 한국어 더빙 성우진(KBS, 1996년 11월 9일)
- 이정구 - 잭 (제임스 벨루시)
- 송도영 - 앨런 (로레인 브라코)
- 홍시호 - 스티브 (토니 골드윈)
- 이호인 - 마이클 (윌리암 러스)
- 황원
- 이근욱
- 안경진
- 유해무
- 서혜정
- 윤병화
- 김혜미
- 남기원